# Sorsum (Elze)
Sorsum ist ein nördlicher Ortsteil der Stadt Elze in Niedersachsen.

## Geografie
Sorsum liegt nahe der Bundesstraße 3 an der Kreisstraße 27, südlich der kleinen Hügelkette Finie.

## Geschichte
Als 1896 etwa 500 Meter südlich der Ortschaft durch Bohrungen ein größeres Kalivorkommen festgestellt wurde, rechnete man in Sorsum mit der bald beginnenden Ausbeute dieser Bodenschätze. Die Abbaugerechtigkeit wurde am 4. September 1897 an die Gewerkschaft Hohenzollern, Berlin, abgetreten. Zu einem Erfolg versprechenden Abbau ist es nicht gekommen.
Sorsum, das bis dahin zum Landkreis Springe gehörte, wurde am 1. März 1974 im Rahmen der Gebietsreform einer von sieben Ortsteilen der Stadt Elze (Einheitsgemeinde Elze). Der landwirtschaftliche Charakter ist bis heute erhalten geblieben.
Nach Aufgabe des Schulbetriebes wurde das Schulgebäude zunächst als Kinderspielkreis genutzt. Seit der Umwandlung in einen Kindergarten im Jahre 1990 werden dort 50 Kinder betreut.
In der Feldmark, parallel zur Wittenburger Straße, gab es seit den 1970er Jahren eine Gasbohrstelle. Diese Bohrstelle wurde 2012 zurückgebaut und verfüllt. Die damalige Fläche wird heute wieder als Ackerland verwendet.

## Politik

### Stadtrat und Bürgermeister
Sorsum wird auf kommunaler Ebene vom Rat der Stadt Elze vertreten.

### Ortsvorsteher
Der Ortsvorsteher von Sorsum ist Albert Wille (CDU).

### Wappen
| Wappen von Sorsum | Blasonierung: „In Gold zwei schräg gekreuzte rote Giebelbretter, die in auswärts gewendeten Pferdeköpfen enden.“     |
| Wappen von Sorsum | Wappenbegründung: Die Pferdeköpfe sind Sinnbild Niedersachsens und symbolisieren den noch bäuerlichen Ortscharakter. |

## Kultur und Sehenswürdigkeiten
Bauwerke
- Die im 12. Jahrhundert erbaute Kapelle ist das Wahrzeichen des Ortes. Ihr Glockenturm wurde erst im Jahr 1790 errichtet.